# 亞基莫沃市鎮
43°38′N 23°20′E / 43.633°N 23.333°E

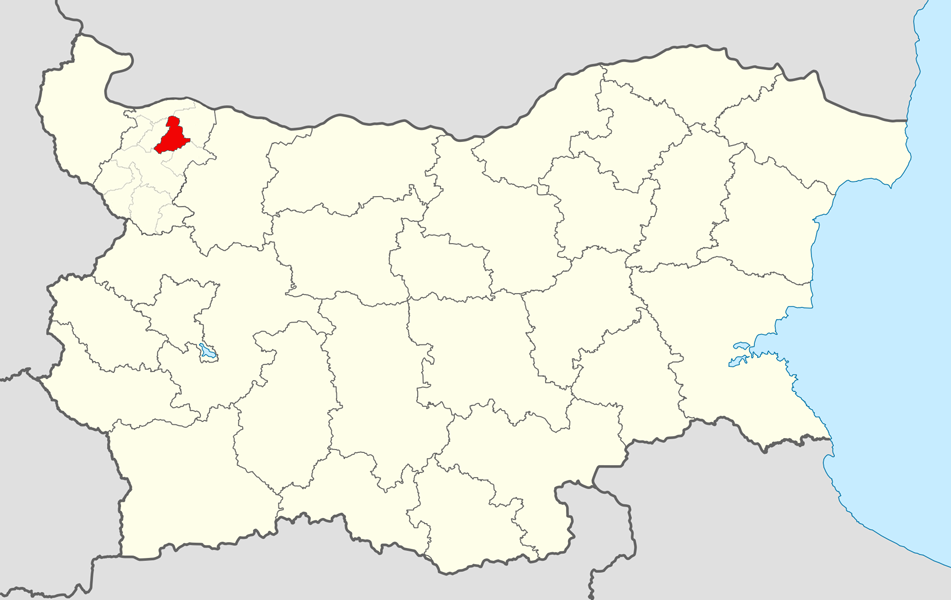

亞基莫沃市，是保加利亞的城鎮，位於該國西北部，由蒙塔納州負責管轄，首府設於亞基莫沃，面積222平方公里，2011年人口4,252，人口密度每平方公里19.15人。